# Lillåstjärnen, Medelpad
Lillåstjärnen är en sjö i Sundsvalls kommun i Medelpad och ingår i Ljungan-Gnarpsåns kustområde. Sjön är 6 meter djup, har en yta på 0,06 kvadratkilometer och befinner sig 80 meter över havet.